# قانون دولو في اللاانعكاسية

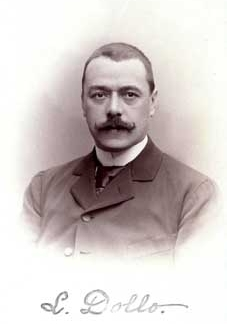

قانون دولو في اللانعكاسية هي فرضية تم اقتراحها في 1893 من قبل عالم الحفربات البلجيكي الذي ولد في فرنسا "لويس دولو" الذي يشير إلى ان التطور لا يمكن عكسه. وهذه الفرضية أول من فرضها هو دولو بهذه الطريقة " ان الكائن غير قادر على العودة إلى مرحلة سابقة أدركت بالفعل في من اسلافها وغالبا ما بفسر هذا التفسير على أنه فرضية أقل صرامة اعتمادا على أرجحية استعادة الهياكل أو الأعضاء المفقودة التي من غير المحتمل أن تطهر مرة أخرى بنفس الشكل
وفقا لريتشارد هذا القانون مجرد بيان حول احنمالية استاتيكية عن اتباع نفس المسار التطوري مرتين أو في الواقع أي مسار معين في أي مرة واجدة طهرت أشكال واسعة على سبيل المثال فانك منذ اعتماد خطة الجسم العادية للصدفة والمئات من الخيارات مغلقة إلى الابد ويجب ان تتكشف الاحتمالات المستقبلية في حدود التصميم الموروثة
تشير دراسة في عام 2009 عن تطوير تركيب البروتين نقترحا الية جديدة لقانون دولو.فحصت مستقبلات الهرمون التي تطورت من بروتين الأجداد التي كانت محددة لهرمون واحد.هذا التغيير الذي أنتج من قبل اثنين من عمليات تقييم الأحماض الأمينية ومع ذلك حدثت عدة تفيرات في وقت لاحق والتي كانت محايدة انتقائبا لأنها لم تؤثر على ارتباط الهرمون

## أمثلة
عندما حاول المؤلفون إعادة تنشيط البروتين إلى حالته السالفة عن طريق احداث طفرة في بقابا الارتباط، وجطوا ان تغيرات أخرى أعاقت حالة البروتين السابقة فتوصلوا إلى انه من اجل تطور البروتين في الاتجاه المعاكس واستعادة قدرتها على الارتباط مع اثنبن من الهرمونات.العدبد من الطفرات المحايدة المستقلة يجب ان تحدث بنقاوة مع عدم وجود ضغط الاختيار.و بما ان هذا امر مستبعد للغاية فانه قد يفسر لماذا يميل التطور إلى الحدوث في اتجاه واحد.

## استثناءات مقترحة لقانون دولو
على الرغم من أن العتبة الدقيقة لانتهاكات قانون دولو غير واضحة الا ان هناك العديد من دراسة الحالات التي نتيجتها نزاع صجة بعض التفسيرات على سبيل المثال العديد من الاصناف من معدية الأرجل (بطنية الأرجل) قد قللت من الاصداف وبعضها فقد التواء الصدفة أيضا. تبعا ل تفسير اس جي جولدز لقانون دولو لن يكون من الممكن استعادة التواء الصدف بعد ان يفقد الالتواء
, ومع ذلم فان بضعة أنواع في خق الجلزون مثل عائلة calyptraediea قد غيرت توقيت النمو لتزامن مختلف واستعادة التواء الصدفة من limpet مثل الصدفة هناك اسنثناءات أخرى مقترحة من ضمنها أجنحة الحشرات، مراحل اليرقات والسلمندرات، فقدان الاصابع في السحالي، الترقوة في الطيور والمفصليات والديناصورات، والرقبة والمنطقة الصطرية وعضلات الأطراف العلوية في الرئيسيات بما في ذلك النسب إلى البشر